# Dreams on Toast
| Совокупная оценка | Совокупная оценка |
| Источник          | Оценка            |
| ----------------- | ----------------- |
| Metacritic        | 67/100            |
| Оценки критиков   |                   |
| Источник          | Оценка            |
| AllMusic          | [ 2 ]             |
| Classic Rock      | [ 3 ]             |
| Exclaim!          | 6/10              |
| Kerrang!          | 4/5               |
| Mojo              | [ 6 ]             |
| musicOMH          | [ 7 ]             |
| PopMatters        | 5/10              |

Dreams on Toast — восьмой студийный альбом британской хард-рок-группы The Darkness. Он был выпущен 28 марта 2025 года на лейбле Cooking Vinyl и Canary Dwarf.
Продюсером альбома выступил гитарист Дэн Хокинс, а его премьерой стали синглы «The Longest Kiss», «I Hate Myself», «Rock and Roll Party Cowboy», «Walking Through Fire», «The Battle for Gadget Land» и «Hot on My Tail».
Альбом получил положительные отзывы музыкальной критики и интернет-изданий и дебютировал на втором месте в чартах альбомов Великобритании и Шотландии и на первом месте в чарте независимых и чарте рок-альбомов Великобритании.

## Композиция
Открывающий альбом трек «Rock and Roll Party Cowboy» — это сатира на рок-н-ролльные клише, и фронтмен Джастин Хокинс отмечает: «В нём есть гейский подтекст. Рок может быть настолько прямолинейным и женоненавистническим, что это сводит меня с ума. Я хотел перевернуть эти тропы». Четвёртый трек альбома, «Mortal Dread», обращается к течению времени и меняющимся культурным ценностям: «Мир меняется. Восприятие того, что является токсичным, то, чему тебя учили, когда ты был моложе, теперь неприемлемо, ты теряешь смысл существования. Достигнув моего возраста, ты думаешь: „Если я не мужчина, то кто я?“».
Предпоследний трек альбома, «Walking Through Fire», напрямую затрагивает текущее положение группы в музыкальной индустрии, и Джастин Хокинс отмечает: «Я думаю, что амбиции — это немного уродливо. Когда вы выкладываете все начистоту и рассказываете об опыте, полученном в процессе работы, это почти так же интересно, как и сама музыка. Если кто-то склонен обращать внимание на тексты, он получает опыт того, как выглядит и ощущается это существование».
В процессе работы над альбомом группа написала около 150 песен, претендующих на его создание.

## Отзывы
Альбом получил положительные отзывы музыкальной критики и интернет-изданий. На Metacritic, сайте-агрегаторе рецензий, который собирает рецензии из основных изданий и выставляет средневзвешенный балл из 100, Dreams on Toast получил 67 баллов на основе 8 рецензий критиков. Эта оценка означает «в целом благоприятные отзывы».

## Список композиций
| №                   | Название                     | Длительность |
| ------------------- | ---------------------------- | ------------ |
| 1.                  | «Rock and Roll Party Cowboy» | 4:27         |
| 2.                  | «I Hate Myself»              | 3:15         |
| 3.                  | «Hot on My Tail»             | 3:23         |
| 4.                  | «Mortal Dread»               | 3:29         |
| 5.                  | «Don't Need Sunshine»        | 3:01         |
| 6.                  | «The Longest Kiss»           | 2:49         |
| 7.                  | «The Battle for Gadget Land» | 3:32         |
| 8.                  | «Cold Hearted Woman»         | 3:10         |
| 9.                  | «Walking Through Fire»       | 2:54         |
| 10.                 | «Weekend in Rome»            | 3:03         |
| Общая длительность: | Общая длительность:          | 33:05        |

Бонусные треки
| №   | Название             | Длительность |
| --- | -------------------- | ------------ |
| 11. | «Mistletoe and Wine» |              |

| №   | Название           | Длительность |
| --- | ------------------ | ------------ |
| 11. | «The Wishing Well» |              |

| №   | Название               | Длительность |
| --- | ---------------------- | ------------ |
| 11. | «Au Revoir, My Friend» |              |

| №   | Название                   | Длительность |
| --- | -------------------------- | ------------ |
| 11. | «Peppermint and Chamomile» |              |

| №   | Название  | Длительность |
| --- | --------- | ------------ |
| 11. | «My Only» |              |

## Позиции в чартах
| Чарт (2025)                                   | Высшая позиция |
| --------------------------------------------- | -------------- |
| Австралия (ARIA)                              | 45             |
| Австрия (Ö3 Austria)                          | 37             |
| Бельгия/Фландрия (Ultratop)                   | 49             |
| Бельгия/Валлония (Ultratop)                   | 96             |
| Германия (Offizielle Top 100)                 | 58             |
| Ирландия (IRMA)                               | 89             |
| Шотландия (Scottish Albums Chart)             | 2              |
| Испания (PROMUSICAE)                          | 91             |
| Швейцария (Schweizer Hitparade)               | 49             |
| Великобритания (UK Albums Chart)              | 2              |
| Великобритания (UK Independent Albums Chart)  | 1              |
| Великобритания (UK Rock & Metal Albums Chart) | 1              |